# 永興宮 (大雅區)
大雅永興宮是一座位在臺灣臺中市大雅區的百年廟宇，乃當地宗教信仰中心，早期也曾為文化教育中心，振文社、鴻文社等私塾、詩社設址於此，大雅國民小學之前身大雅公學校亦曾設於永興宮的廂房。

## 歷史
位於大雅村大雅路二十一號，是大雅鄉的公廟，主祀老四媽，另有觀音、註生娘 娘、關帝君、神農大帝等。有一「道光參拾年歲次庚戌孟秋月新建」匾，內記沿革曰 ：「四媽先到壩子（即大雅），保護斯民，以故蒙其庥者，還思■答....公議建廟， 老幼皆歡欣鼓舞；時特舉總理廖交養，首事張石養、張儒瑞、江天珠、江明蓋、張安 然、賴文益、楊△△共襄其事，鼎力勸捐....」據民國 48年寺廟調查書載，永興宮 主神為湄洲媽祖，顯與上述沿革不符。筆者 77年 2月 2日前往採訪時，見有民國 71 年南瑤宮所贈「恩光普照」匾，上書「大雅永興宮蒞宮謁祖進香留念」。居民亦言鎮 殿主神為老四媽。永興宮例往南瑤宮進香，但並非每年舉行。八七水災後，廟毀，二 年後重建，三年後曾連續三年往南瑤宮進香，八年後亦曾再往進香，最近一次的進香 約在八年前，出動的遊覽車有一百多輛。永興宮媽祖約每三年繞境一次，戰前是在大 雅鄉十三庄內遶境，每天繞一庄，十三庄即大雅、大田心、四塊厝、西員寶、花眉莊 、上楓樹腳、下楓樹腳、頂員林、下員林、六張犁、埔仔墘、上橫山、下橫山。戰後 這十三村庄合為八村，即大雅村、三和村、西寶村、上楓村、員林村、六寶村、秀山 村、橫山村。不過每年例行的祭典僅向大雅村村民收丁錢，外村信徒要繳丁錢並卜頭 家爐主亦可。

## 奉祀神祇

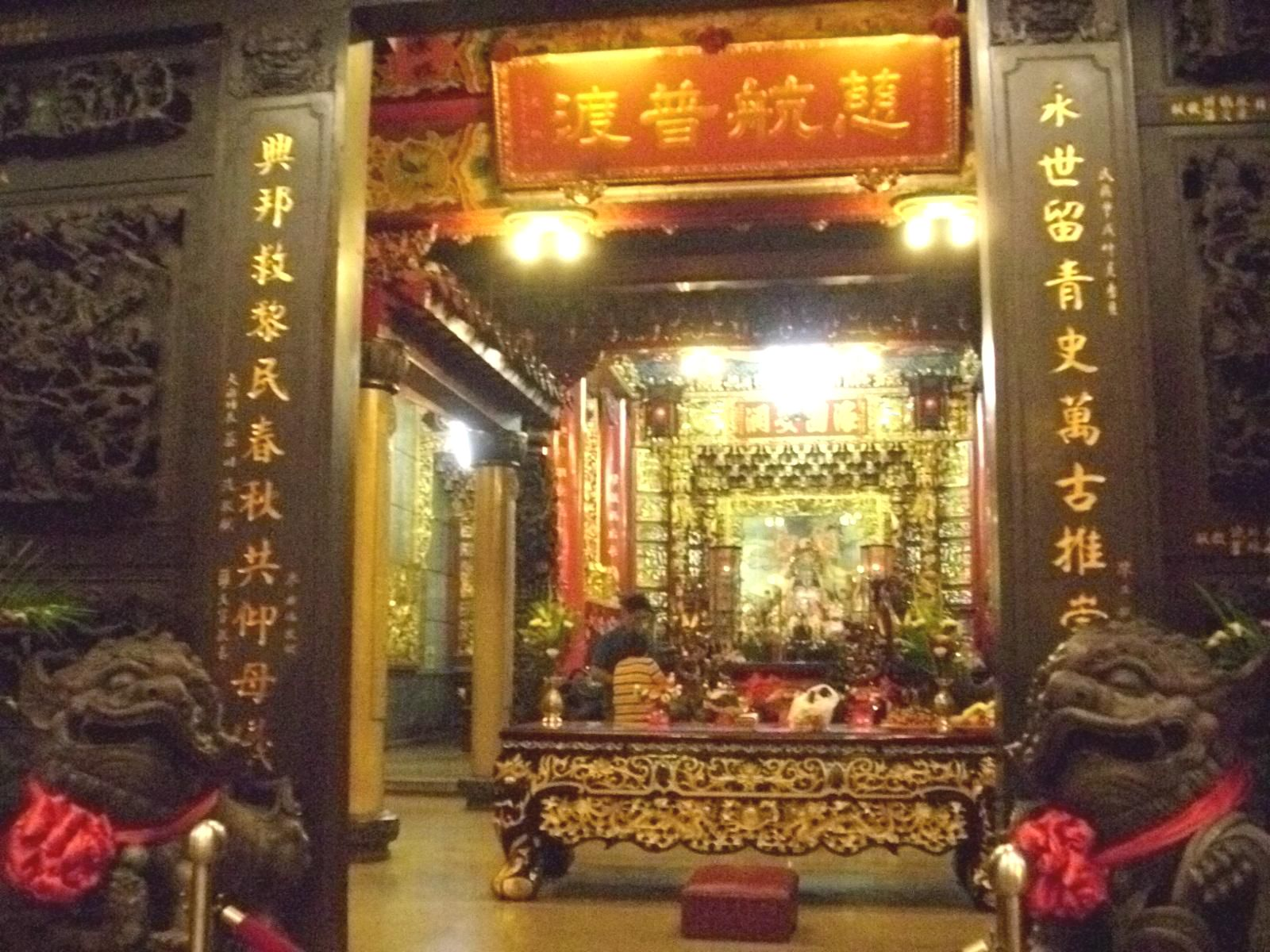
永興宮廟殿前。

- 一樓正殿主祀天上聖母（老四媽），右配祀觀世音菩薩、南屏祖師（濟公活佛）、中壇元帥（哪吒太子），左配祀註生娘娘。
- 凌霄寶殿：一樓正殿奉祀文聖武聖、配祀文昌帝君、大魁星君、右殿奉祀五路財神、左殿奉祀李朱池-三府王爺和開台聖王，二樓奉祀玉皇上帝、三官大帝、右殿奉祀五斗星君、左殿奉祀神農大帝。

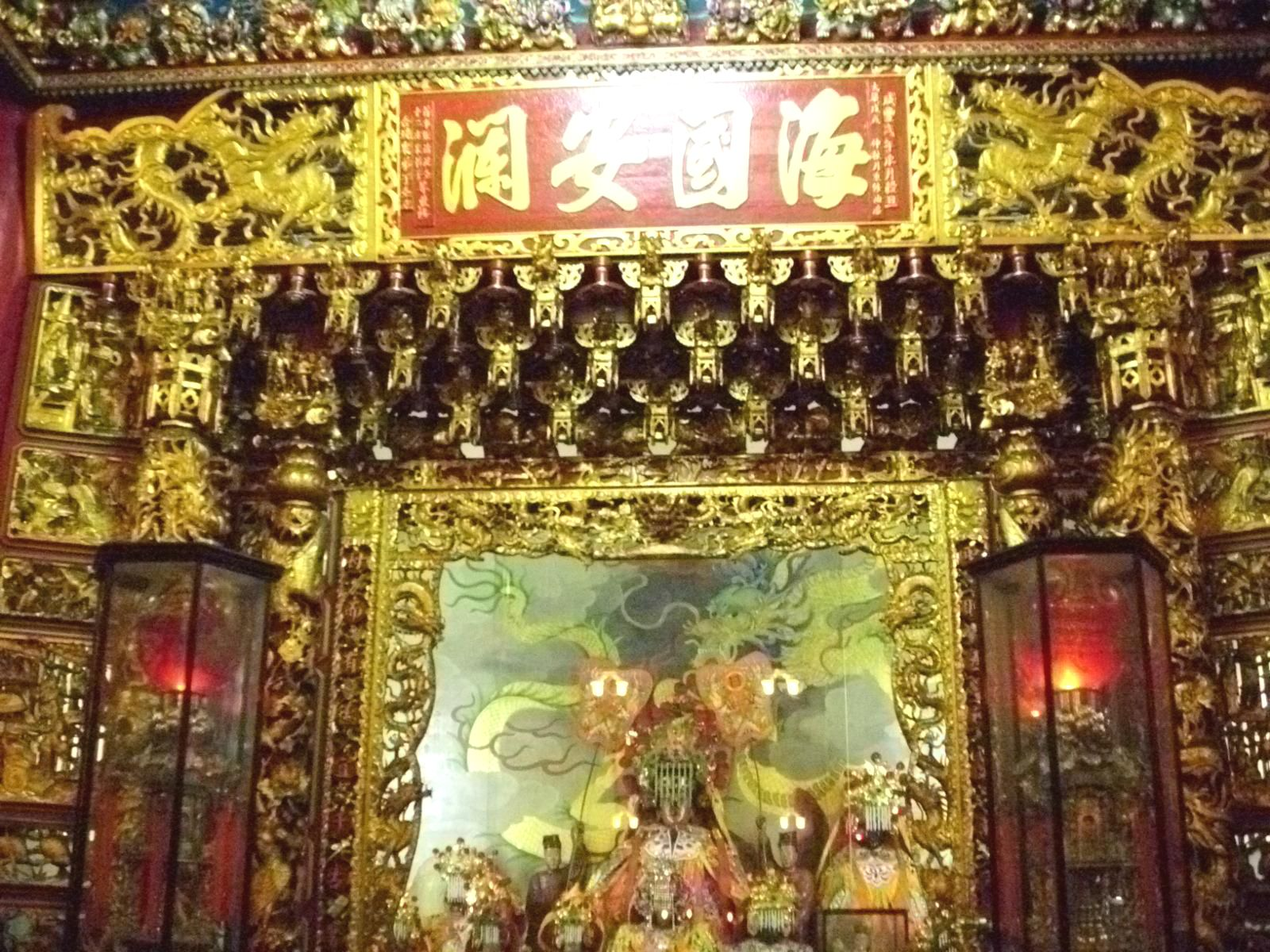
永興宮大殿。

## 地方貢獻

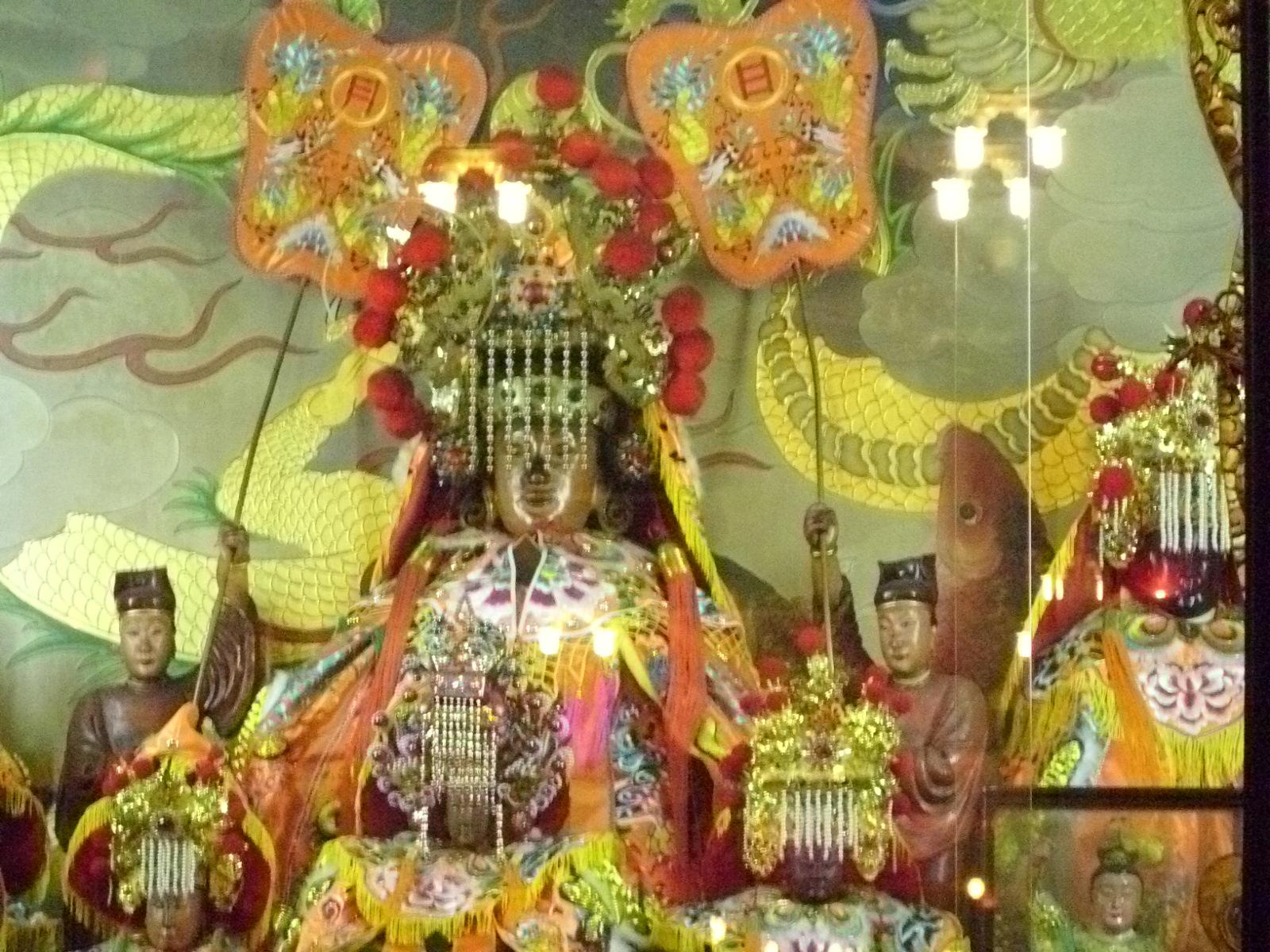
永興宮鎮殿天上聖母寶像。

- 大雅永興宮，不但是大雅最古老的廟宇之一[4]，也是信徒膜拜中心，香火鼎盛，永興宮為了關懷警方守護地方治安，特捐贈一部全新巡邏車給予臺中市警局豐原分局[5]。相信結合宗教與警察的努力，地方上一定能夠越來越平安、居民越來越快樂，風調雨順、國泰民安。

- 近年來大雅發展快速，居住人口逐年增加，高樓大廈林立，區域性都市發展所帶來救災及救護之需求，再加上中科廠商已陸續進駐，為有效維護大雅居民與中科廠商消防安全，而重新建造大雅消防分隊辦公廳大樓，大雅永興宮也並捐贈一輛價值六百萬元水庫車和救護勤務車給大雅消防分隊[6]，有效提昇救災救護功能，確保民眾生命財產安全。

## 公益活動
- 獎學金：

1. 大專院校獎學金：可委託大雅區公所辦理登記，每個學年度開學後3月份、9月份開始申請。
2. 國中、國小獎學金：為鼓勵優秀學童，委由大雅區內學校教師推薦造冊呈報永興宮核定，於每年9月28日孔子誕辰紀念日舉辦孔子大典後頒發。

- 急難救助：轄區內如有急難事故，由各里的里長代表彙報申請，經審核後符合規定者，予以發放。
- 舉辦成年禮、捐血活動級補贊助各公益經費。